# Windows 95
Windows 95 (pracovní název Chicago) je již nepodporovaný smíšený 16bitový/32bitový grafický operační systém uvedený na trh 24. srpna 1995 společností Microsoft Corporation a byl přímým následníkem dříve oddělených produktů firmy Microsoft MS-DOS a Windows.

## Charakteristika

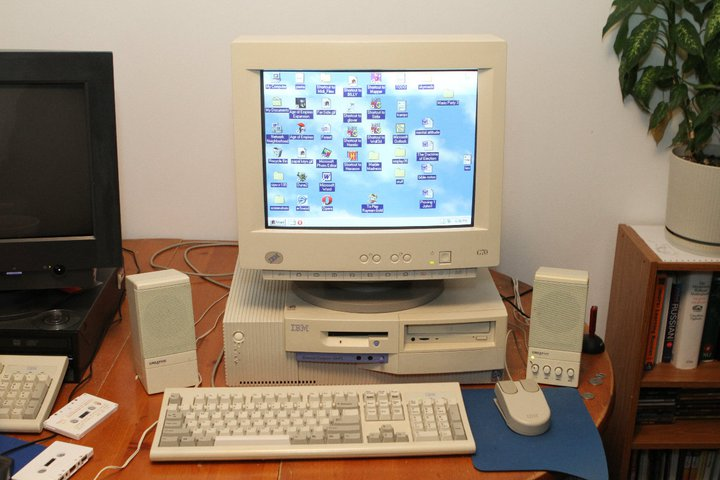
Windows 95

Podobně jako předchozí verze byla Windows 95 stále nadstavba operačního systému MS-DOS. Jeho upravená verze, která obsahovala modifikace pro lepší integraci s prostředím Windows, byla ovšem již součástí balení a instalovala se současně se zbytkem systému Windows. Původní verze Windows 95 obsahovala MS-DOS 7.0, ale pozdější revize jej aktualizovaly na verzi 7.1, která přidala podporu FAT32. Ačkoliv je MS-DOS nezbytnou součástí Windows 95, sám o sobě byl potřeba pouze k zavedení jádra a ovladačů Windows a pro zachování kompatibility se starším softwarem. Tato skutečnost vedla k soudnímu sporu s vývojáři konkurenčního systému DR-DOS, kteří tuto integraci považovali za protisoutěžní praktiku.
Windows 95 stavěl na technologii rozšířeného režimu z Windows 3.0 a Windows 3.1x, jehož klíčovou komponentou byl 32bitový monitor virtuálních strojů (VMM32) využívající režim virtuální 8086 procesoru Intel 80386, což umožňovalo běh 16bitových programů v jinak 32bitovém chráněném módu. Hlavním rozdílem oproti předešlým verzím byla podpora 32bitových uživatelských aplikací, avšak jednodušší programy šlo spustit i v Windows 3.1 za použití zvlášť dostupného doplňku Win32s.
Tato verze uvedla zbrusu nové uživatelské prostředí založené na metafoře plochy stolu, které zahrnovalo plochu s ikonami, hlavní panel, nabídku Start a průzkumník souborů. Rozhraní prošlo během vývoje rozsáhlým testováním použitelnosti, jehož cílem bylo dosáhnout co nejintuitivějšího prostředí pro nové i zkušenější uživatele. Obměnou prošel i vzhled ovládacích prvků, které jsou po vzoru systému NeXTSTEP ve 3D stylu. S menšími úpravami se toto rozhraní dochovalo do dnešních verzí systému Windows.
Mezi nové technologie ve Windows 95 patřila podpora dlouhých jmen souborů, které doplňovaly starší jména kompatibilní se systémem MS-DOS ve formátu 8.3 (8 znaků pro jméno a 3 znaky pro příponu). Tato verze také přidala podporu technologie Plug and Play pro automatickou konfiguraci zařízení, která si ovšem kvůli své nespolehlivosti vysloužila přezdívku Plug and Pray (připoj a modli se).

## Dlouhé názvy souborů
Pro dlouhé názvy souborů byl nutný 32bitový přístup k souborům. Windows 95 využíval rozšíření VFAT pro FAT12 a FAT16. Byl k dispozici jak pro programy pro Windows, tak i pro DOS, nicméně ty pro jeho využití musely být upraveny. Programy vydané před tímto rozšířením dlouhé názvy zobrazit nemohou.

## Prostředí
S příchodem Windows 95 se objevovalo tlačítko „Start“, Správce úloh, Hlavní panel (taskbar) a Plocha, tyto prvky byly zachovány i v pozdějších verzích.

## Internet Explorer
Verze Internet Explorer 1.0 byla distribuována v samostatném rozšíření Microsoft Plus!, které nicméně nedosáhlo takové popularity jako samotný systém.
S pozdějšími verzemi Windows 95 (OSR 2, OSR 2.1, OSR 2.5) byl také dodáván Internet Explorer (IE 3, poté IE 4). Nebyl však úzce integrován do systému jako v následujících Windows 98. Krom této změny přibyla také podpora USB zařízení a nový, vylepšený souborový systém FAT32.

## Pozdější verze
Windows 95 byl nahrazen verzí Windows 98, Windows 98 Second Edition, Windows ME, Windows 2000, Windows XP, Windows Vista, Windows 7, Windows 8, Windows 8.1, Windows 10 a nejnovějšími Windows 11. Jádro založené na Windows NT bylo použito v systémech Windows NT, Windows 2000 a Windows XP a v roce 2006 Windows Vista pro svou vyšší spolehlivost. Tam, kde nebyla vhodná velká robustnost a pomalejší odezva systému (Windows 98 a Windows ME), bylo použito jádro Windows 95. Proto se od těchto verzí postupně upouští. Dne 31. prosince 2002 Microsoft ukončil podporu Windows 95.

## Systémové požadavky
- Procesor Intel 80386 kompatibilní (jakákoli rychlost)
- 4 MB operační paměti
- 100 MB místa na disku
- Disketová mechanika nebo jednotka CD-ROM (pouze pro instalaci)